# Iathrippa sarsi
Iathrippa sarsi là một loài chân đều trong họ Janiridae. Loài này được Pfeffer miêu tả khoa học năm 1887.